# Nika Kacharava
Nika Kacharava (Chipre, 13 de enero de 1994) es un futbolista chipriota, nacionalizado georgiano, que juega como delantero y que milita en el F. C. Gareji Sagarejo de la Erovnuli Liga.

## Trayectoria
El 8 de febrero de 2022 se hace oficial su llegada al Jeonnam Dragons F. C. firmando un contrato hasta 2023.

## Selección nacional
Es internacional con la selección de fútbol de Georgia.

### Participaciones en selección
| Torneo                              | Categoría | Sede   | Resultado    | Partidos | Goles |
| ----------------------------------- | --------- | ------ | ------------ | -------- | ----- |
| Liga de Naciones de la UEFA 2018-19 | Absoluta  | Europa | Ascenso      | 4        | 0     |
| Liga de Naciones de la UEFA 2020-21 | Absoluta  | Europa | Primera fase | 6        | 0     |

## Estadísticas

### Clubes
Actualizado al último partido jugado el 12 de noviembre de 2023.
| F. C. Spartaki Tskhinvali Georgia                                                                                   | 1.ª           | 2013-14       | 1   | 0  | -  | - | - | - | 1   | 0  | 0    |
| F. C. Spartaki Tskhinvali Georgia                                                                                   | 1.ª           | 2014-15       | 25  | 12 | 6  | 5 | - | - | 31  | 17 | 0.55 |
| F. C. Spartaki Tskhinvali Georgia                                                                                   | 1.ª           | 2015-16       | 15  | 13 | 2  | 1 | 2 | 1 | 19  | 15 | 0.79 |
| F. C. Spartaki Tskhinvali Georgia                                                                                   | Total club    | Total club    | 41  | 25 | 8  | 6 | 2 | 1 | 51  | 32 | 0.63 |
| F. C. Rostov · Rusia                                                                                                | 1.ª           | 2015-16       | 0   | 0  | -  | - | 0 | 0 | 0   | 0  | 0    |
| F. C. Rostov · Rusia                                                                                                | Total club    | Total club    | 0   | 0  | 0  | 0 | 0 | 0 | 0   | 0  | 0    |
| Ethnikos Achnas Chipre                                                                                              | 2.ª           | 2016-17       | 27  | 16 | 2  | 0 | - | - | 29  | 16 | 0.55 |
| Ethnikos Achnas Chipre                                                                                              | Total club    | Total club    | 27  | 16 | 2  | 0 | 0 | 0 | 29  | 16 | 0.55 |
| Korona Kielce · Polonia                                                                                             | 1.ª           | 2017-18       | 26  | 7  | 3  | 2 | - | - | 29  | 9  | 0.31 |
| Korona Kielce · Polonia                                                                                             | Total club    | Total club    | 26  | 7  | 3  | 2 | 0 | 0 | 29  | 9  | 0.31 |
| Anorthosis Famagusta Chipre                                                                                         | 1.ª           | 2018-19       | 23  | 4  | 2  | 0 | 1 | 0 | 26  | 4  | 0.15 |
| Anorthosis Famagusta Chipre                                                                                         | 1.ª           | 2019-20       | 18  | 6  | 3  | 0 | - | - | 21  | 6  | 0.25 |
| Anorthosis Famagusta Chipre                                                                                         | 1.ª           | 2020-21       | 2   | 0  | -  | - | - | - | 2   | 0  | 0    |
| Anorthosis Famagusta Chipre                                                                                         | 1.ª           | 2021-22       | 8   | 1  | -  | - | - | - | 8   | 1  | 0,13 |
| Anorthosis Famagusta Chipre                                                                                         | Total club    | Total club    | 51  | 11 | 5  | 0 | 1 | 0 | 57  | 11 | 0.19 |
| Lech Poznan · Polonia                                                                                               | 1.ª           | 2020-21       | 7   | 1  | 1  | 0 | 6 | 0 | 14  | 1  | 0.07 |
| Lech Poznan · Polonia                                                                                               | Total club    | Total club    | 7   | 1  | 1  | 0 | 6 | 0 | 14  | 1  | 0.07 |
| Jeonnam Dragons FC Corea del Sur                                                                                    | 2.ª           | 2022          | 10  | 2  | -  | - | - | - | 10  | 2  | 0.20 |
| Jeonnam Dragons FC Corea del Sur                                                                                    | Total club    | Total club    | 10  | 2  | 0  | 0 | 0 | 0 | 10  | 2  | 0.20 |
| FC Torpedo Kutaisi Georgia                                                                                          | 1.ª           | 2023          | 14  | 3  | -  | - | - | - | 14  | 3  | 0,21 |
| FC Torpedo Kutaisi Georgia                                                                                          | Total club    | Total club    | 14  | 3  | 0  | 0 | 0 | 0 | 14  | 3  | 0.21 |
| FK Panevėžys · Lituania                                                                                             | 1.ª           | 2023          | 7   | 2  | -  | - | - | - | 7   | 2  | 0.29 |
| FK Panevėžys · Lituania                                                                                             | Total club    | Total club    | 7   | 2  | 0  | 0 | 0 | 0 | 7   | 2  | 0.29 |
| Total carrera | Total carrera | Total carrera | 183 | 67 | 19 | 8 | 9 | 1 | 211 | 76 | 0.36 |
| (1) Incluye datos de Copa de Georgia, Copa de Chipre y Copa de Polonia. (2) No incluye goles en partidos amistosos. |               |               |     |    |    |   |   |   |     |    |      |

### Selección de Georgia
Actualizado al último partido jugado el 18 de noviembre de 2020.
| Selección        | Año   | Eliminatorias | Eliminatorias | Eliminatorias | Continental | Continental | Continental | Mundial | Mundial | Mundial | Amistosos | Amistosos | Amistosos | Total | Total | Total  | Media goleadora |
| Selección        | Año   | Part.         | Goles         | Asist.        | Part.       | Goles       | Asist.      | Part.   | Goles   | Asist.  | Part.     | Goles     | Asist.    | Part. | Goles | Asist. | Media goleadora |
| ---------------- | ----- | ------------- | ------------- | ------------- | ----------- | ----------- | ----------- | ------- | ------- | ------- | --------- | --------- | --------- | ----- | ----- | ------ | --------------- |
| Absoluta Georgia |       |               |               |               |             |             |             |         |         |         |           |           |           |       |       |        |                 |
| 2016             | 2     | 0             | 0             | —             | —           | —           | —           | —       | —       | 1       | 0         | 0         | 3         | 0     | 0     | 0      |                 |
| 2017             | 2     | 1             | 0             | —             | —           | —           | —           | —       | —       | 4       | 0         | 0         | 6         | 1     | 0     | 0,17   |                 |
| 2018             | —     | —             | —             | 4             | 0           | 0           | —           | —       | —       | 3       | 0         | 0         | 7         | 0     | 0     | 0      |                 |
| 2019             | —     | —             | —             | 1             | 0           | 0           | —           | —       | —       | —       | —         | —         | 1         | 0     | 0     | 0      |                 |
| 2020             | —     | —             | —             | 7             | 2           | 0           | —           | —       | —       | —       | —         | —         | 7         | 2     | 0     | 0,29   |                 |
| Total            | 4     | 1             | 0             | 12            | 2           | 0           | 0           | 0       | 0       | 8       | 0         | 0         | 24        | 3     | 0     | 0,13   |                 |
| Total            | Total | 4             | 1             | 0             | 12          | 2           | 0           | 0       | 0       | 0       | 8         | 0         | 0         | 24    | 3     | 0      | 0,13            |
| 1. 2.            |       |               |               |               |             |             |             |         |         |         |           |           |           |       |       |        |                 |

## Palmarés

### Títulos nacionales
| Título                | Club            | País     | Año  |
| --------------------- | --------------- | -------- | ---- |
| A Lyga                | F. K. Panevėžys | Lituania | 2023 |
| Supercopa de Lituania | F. K. Panevėžys | Lituania | 2024 |